# Zollikon
Zollikon je město v kantonu Curych ve Švýcarsku. Leží na břehu Curyšského jezera, přibližně 5 kilometrů jižně od Curychu. Žije zde přibližně 13 tisíc obyvatel.

## Geografie
Území obce Zollikon se rozkládá v přibližně dva kilometry širokém a pět kilometrů dlouhém pásu od západu na východ – od Curyšského jezera po svah masivu Pfannenstiel až k lesnaté oblasti Breitmoos na hranici s obcí Maur. Nejnižší bod se nachází u jezera ve výšce 408 metrů, nejvyšší bod je u Breitmoosu ve výšce 662 metrů.
Části obce Zollikerberg a Zollikon-Dorf jsou od sebe odděleny lesním pásem. Pod tímto lesem se na terase nachází Allmend (obecní pastvina).
Sousedními obcemi Zollikonu jsou město Curych na severu, Maur na východě, Zumikon na jihovýchodě a Küsnacht na jihu. Rozloha obce činí 785 hektarů, z čehož 36 % tvoří lesy, 33 % zastavěné území a 12 % zemědělská půda.

## Historie

### Nejstarší historie
Zdaleka nejstarší nález na území Zollikonu pochází z doby kamenné: v roce 1972 byl v lokalitě Chleidorf nalezen malý kamenný sekeromlat, který pravděpodobně pochází z kultury Pfyn nebo Horgen. Jedná se však o jediný nález tohoto druhu; neolitická sídliště na území Zollikonu nejsou doložena.
Ani z doby bronzové nejsou doložena žádná sídliště, ale lze předpokládat, že v té době již lidé v oblasti Zollikonu žili.

### Středověk

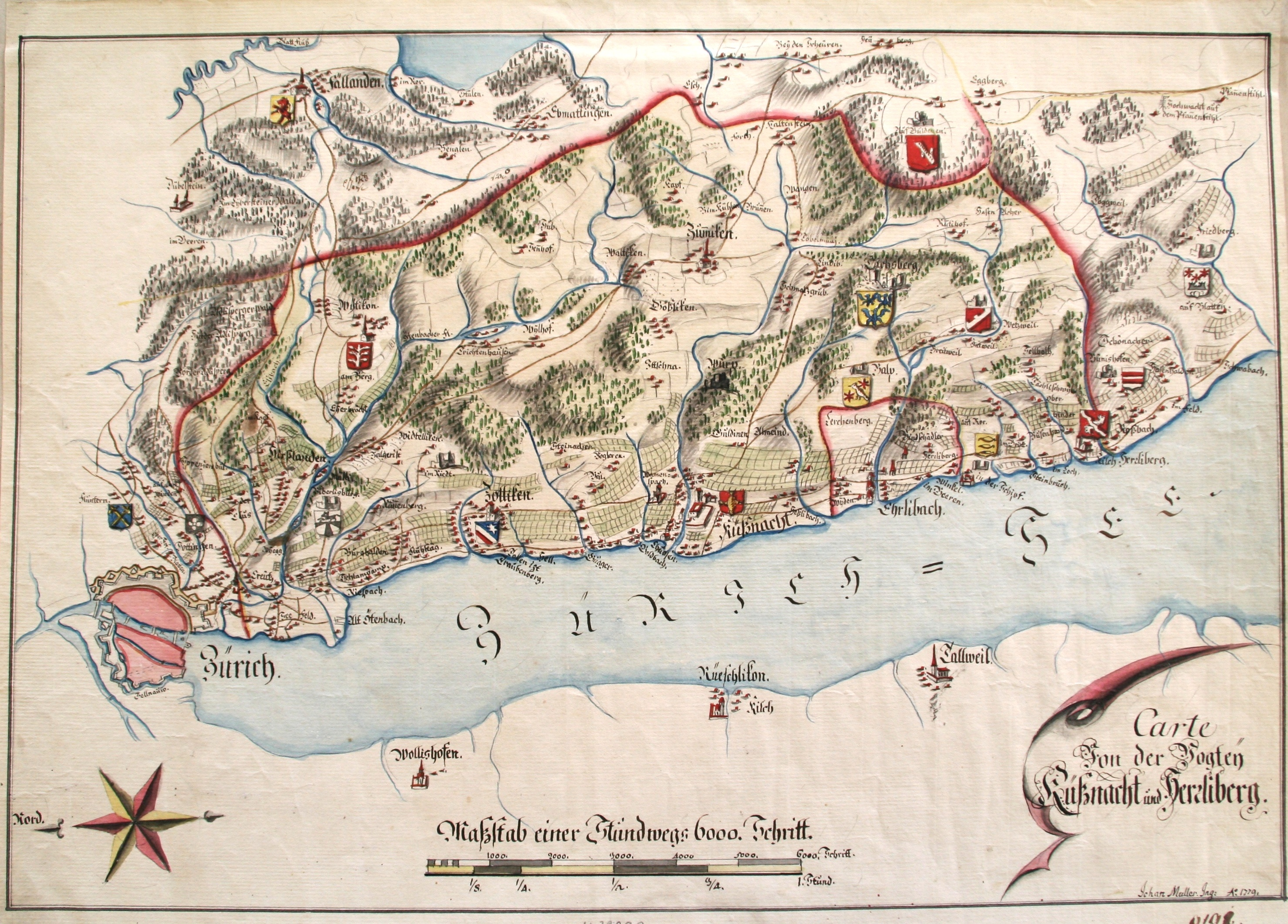
Panství Küsnacht (1779)

První písemná zmínka o Zollikonu pochází z roku 946; dne 28. dubna je v latinsky psané listině uvedeno, že Zollikon (de duabus Collinchovin), Trichtenhusen (Truhtilhusa) a Witellikon (Witalinchova) mají odvádět církevní daň pro proboštství kláštera Grossmünster. Tím bylo desátkové právo rozšířeno na celé území dnešní obce. Výraz de duabus Collinchovin – „oba Zollikony“ – pravděpodobně odkazuje na dvě původní části obce: Chleidorf a Hinterdorf/Oberdorf.
V roce 1223 se v listině kláštera na Zürichbergu poprvé objevuje Dietericus, tedy Dietrich ze Zollikonu, jako svědek – pravděpodobně jako leník svobodných pánů z Regensbergu. Urozený rod von Zollikon je zmiňován již v roce 1145. Jejich sídlo se pravděpodobně nacházelo nad lokalitou Guggers, na horním okraji Goldene Halde u dnešní Letzistrasse, kde se nacházela Letzi (obranná zeď). Goldene Halde byla až do počátku 20. století nejvýznamnějším vinařským svahem Zollikonu. Oblast byla chráněna údolím Düggelbachu a umožňovala kontrolu dopravy po Staré zemské cestě.
Zollikon tehdy patřil k říšskému panství Curych, které bylo po vymření rodu Zähringů rozděleno: území od Stadelhofenu po Meilen připadlo rodu Regensberg, který sídlil na hradech Friedberg v Meilenu a Wulp nad Küsnachtem. Obyvatelé Zollikonu se často objevují v jejich doprovodu.
Po úpadku rodu Regensberg správa nad Zollikonem přešla na rodinu Mülner, která pravděpodobně již dříve vlastnila práva k obci jako držitelé Meierhofu ve Stadelhofenu. Přesné datum převodu není známo, ale 20. října 1333 si Götz I. Mülner nechal od císaře Ludvíka Bavorského potvrdit držbu říšských lén a v roce 1358 jeho syn Götz II. Mülner prodal tato práva za 400 stříbrných marek městu Curych, čímž se Zollikon stal prvním územím mimo město, které bylo začleněno do pozdějšího kantonu Curych.

### Reformace

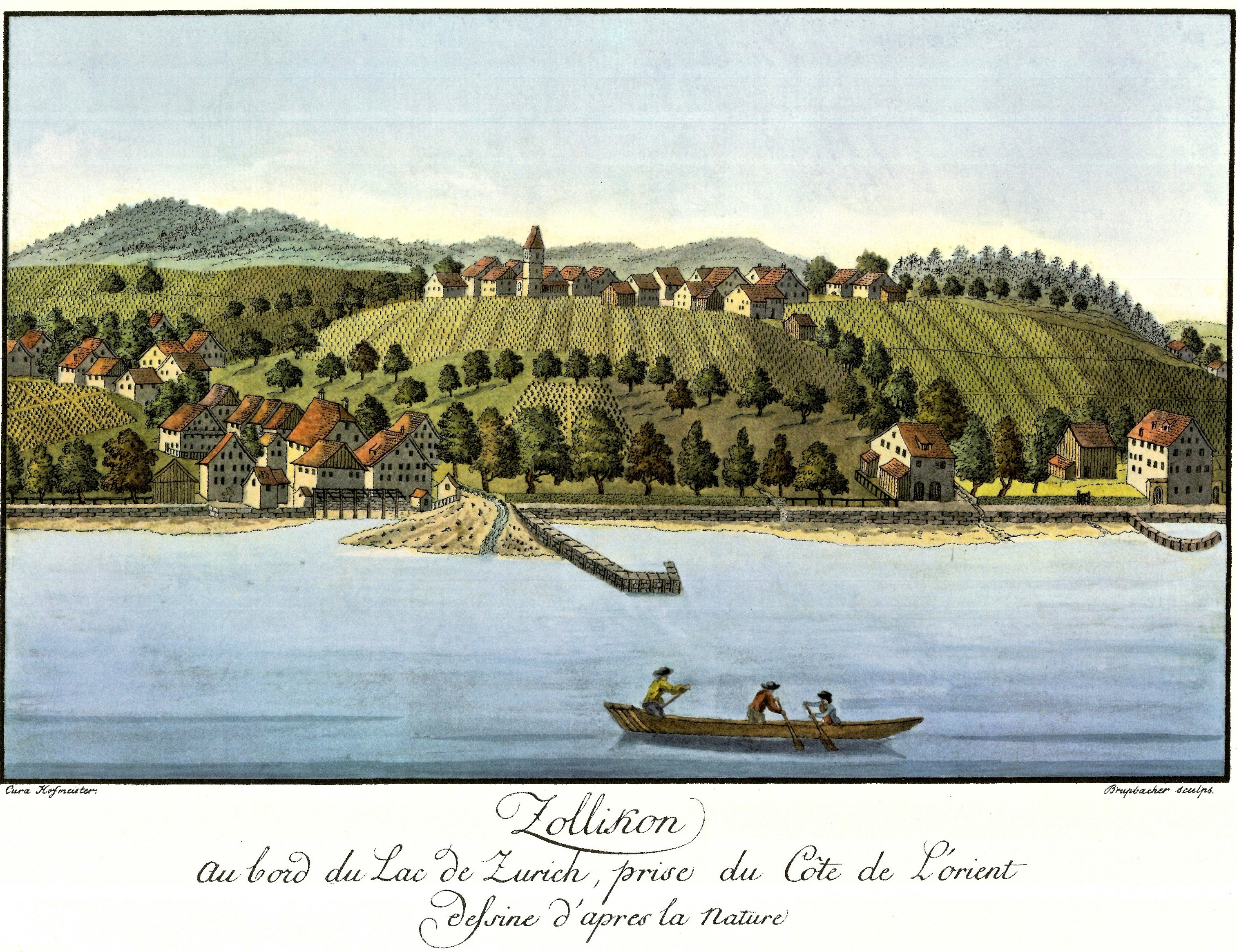
Vyobrazení Zollikonu z roku 1794

Během reformace se Zollikon stal výchozím bodem novokřtěneckého hnutí. Večer 21. ledna 1525 došlo v jednom soukromém domě v Curychu k prvnímu křtu na základě víry. Ze strachu před pronásledováním ze strany městské rady, která předtím nařídila povinný křest nemluvňat, uprchli nově pokřtění do Zollikonu. Díky kázání Jiřího Blaurocka zde během několika dní vzniklo silné probuzení, které zasáhlo lidi všech společenských vrstev. Mezi další klíčové postavy patřili Felix Manz, Konrad Grebel a Johannes Brötli.
Po sekularizaci klášterů během reformace přešel jejich majetek a půda do vlastnictví města Curychu a desátky musely být odváděny městu. V obecních záležitostech poskytovalo město poddaným oblastem poměrně velkou autonomii, nikoli však v hospodářství: díky monopolu městských cechů mělo řemeslo a obchod v Zollikonu podřadný význam. Odmítání města zrušit středověké povinnosti jako odvádění desátků vedlo k narůstajícím napětím, která skončila až pádem starého řádu.

### Po roce 1798

Letecký pohled (1919)

V únoru 1798 musel Curych vyhlásit rovnoprávnost města a země, stará curyšská vláda odstoupila a předala moc „národní komisi“ a staré pořádky nahradila jednotná ústava Helvétské republiky. Rychtář byl nahrazen agentem, který se později stal městským starostou. Správním orgánem obce se stala obecní rada, tzv. magistrát, v jejímž čele stál starosta, a vznikly politické obce. Zollikerberg byl původně přiřazen k Zumikonu, ale v roce 1803 se v poměru hlasů 48:8 rozhodlo, že se stane součástí Zollikonu. Od roku 1804 tvoří Zollikon a Zollikerberg politickou obec Zollikon. Připojení k městu Curych bylo v roce 1929 v referendu zamítnuto.

## Obyvatelstvo
| Rok            | 1467 | 1640 | 1702 | 1799 | 1860 | 1900 | 1920 | 1930 | 1941 | 1950 | 1960   | 1970   | 1980   | 1988   | 2000   | 2010   | 2020   |
| Počet obyvatel | 280  | 510  | 633  | 890  | 1433 | 1883 | 3004 | 4476 | 5889 | 6890 | 10 031 | 12 364 | 12 469 | 11 737 | 11 491 | 12 033 | 13 311 |

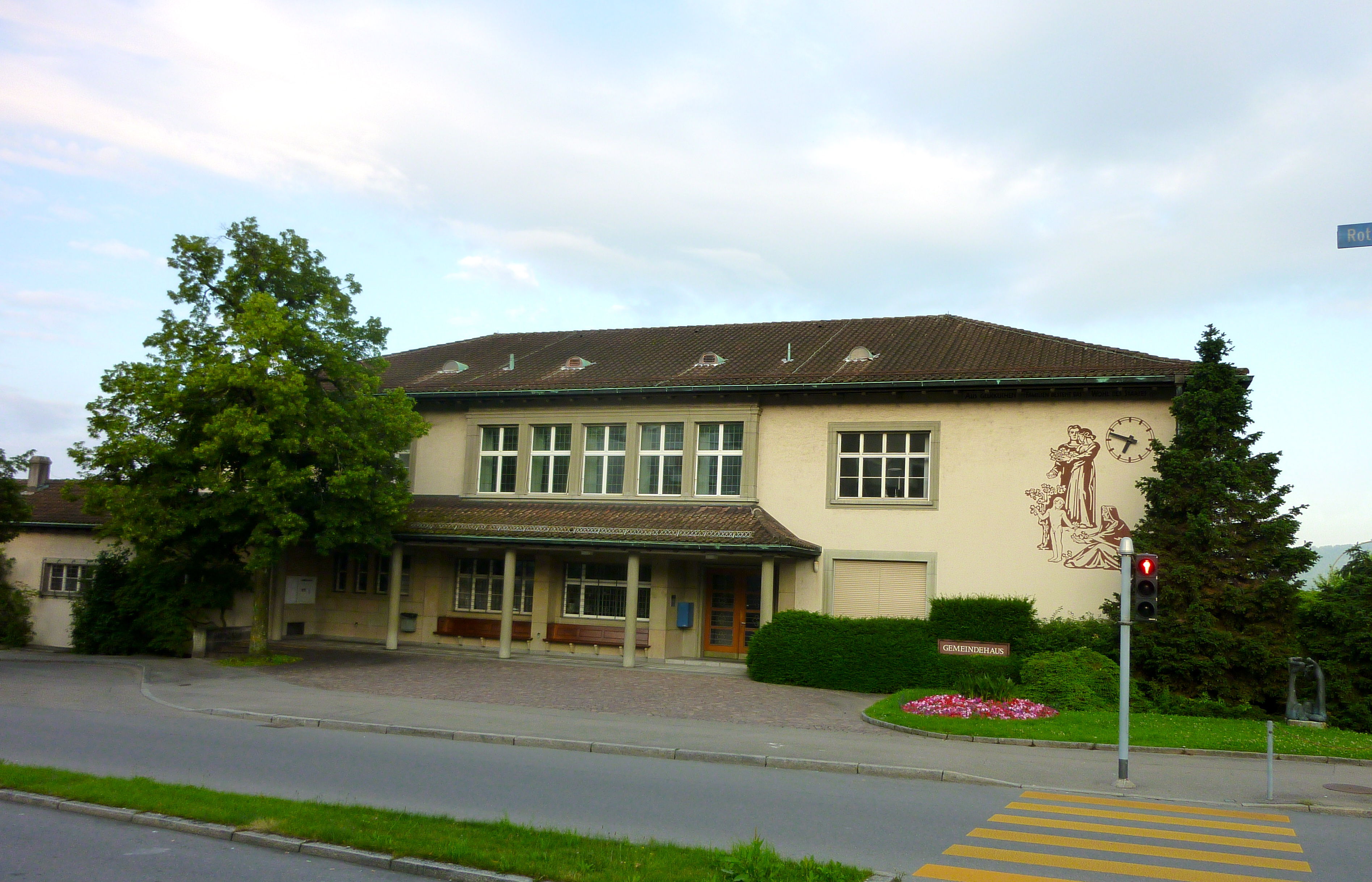
Obecní úřad

Úředním jazykem obce je němčina. Místní dialekt němčiny je nazýván Züridütsch (curyšská němčina). Většina obyvatel (k roku 2000) hovořila německy (85,9 %), druhou nejčastější řečí byla angličtina (3,0 %) a třetí italština (2,4 %).

### Náboženství
Zollikon se nachází v převážně reformovaném kantonu Curych (24,5 % oproti 22,9 % římskokatolického obyvatelstva), čemuž odpovídá také zastoupení těchto církví v populaci města. V roce 2022 se k evangelické reformované církvi hlásilo 26,5 % obyvatel, k římskokatolické 22,3 % a 51,2 % obyvatel mělo jinou nebo žádnou konfesní příslušnost.

## Hospodářství
V roce 1710 byla horní část obce (Berggemeinde) převážně zemědělská. Ve vesnici Zollikon pracovaly dvě třetiny ze 153 mužů v zemědělství a 23 v řemeslech. V domácí textilní výrobě bylo zaměstnáno 28 mužů a 117 žen a dívek.
Na domácí hedvábnickou výrobu, která byla rozšířená ještě v 19. století, navázal jen omezený průmysl; v roce 1910 podléhalo federálnímu zákonu o továrnách pouze pět podniků.
V roce 2000 bylo více než 73 % pracujících obyvatel obce dojíždějících. Na počátku 21. století měl Zollikon velmi vysokou daňovou sílu a patřil k nejbohatším obcím kantonu Curych.

## Doprava

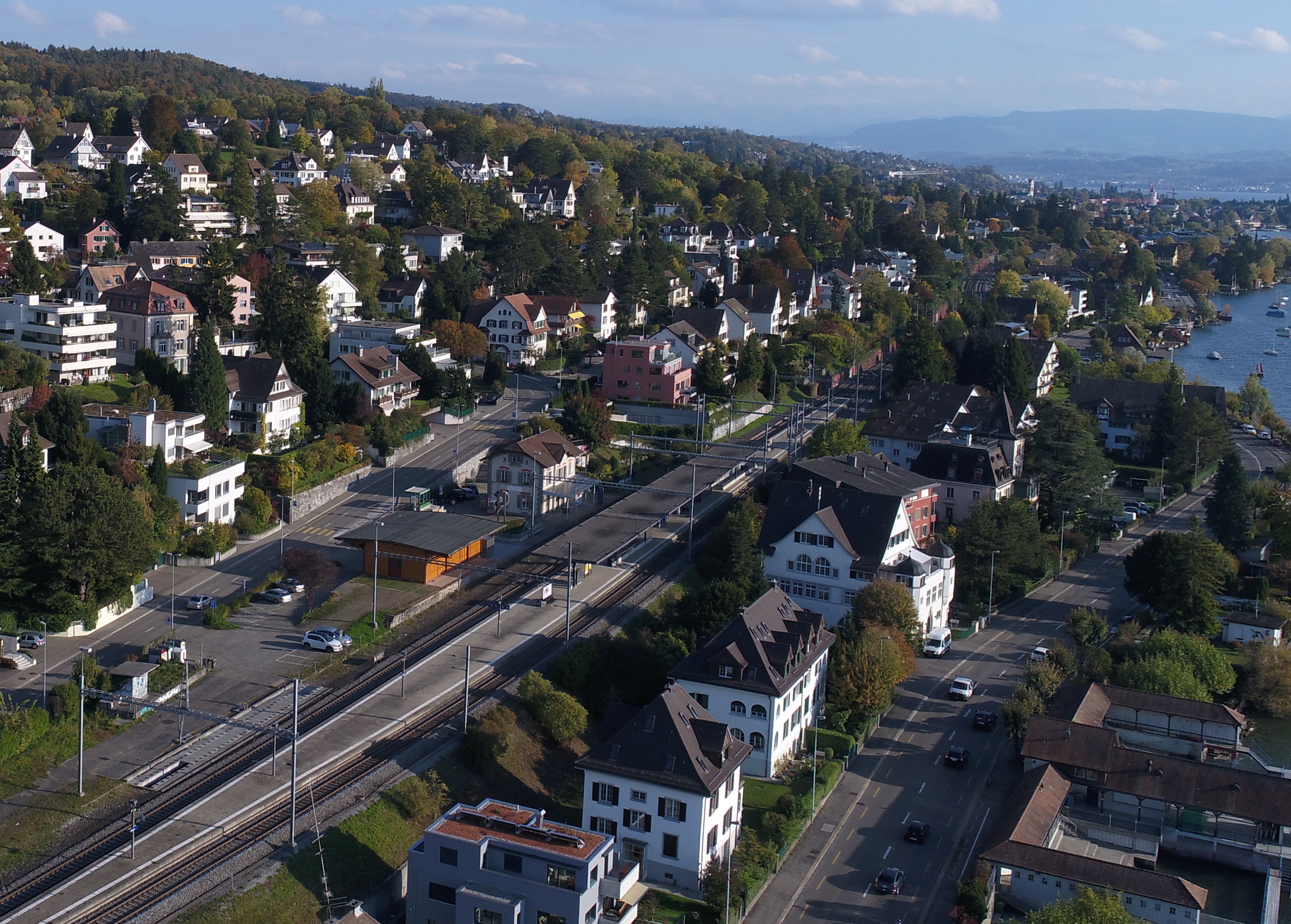
Železniční stanice Zollikon

Dne 21. května 1929 byla v obci zahájena autobusová doprava. Autobusy slouží ke spojení se sousedními obcemi. Tramvajová linka 11 a autobusové linky curyšského dopravního podniku obsluhují čtvrti v blízkosti města.
Železniční trať Curych–Rapperswil byla otevřena 14. března 1894, elektrifikována byla v květnu 1926. V Zollikonu zastavují linky S6 a S16 curyšské S-Bahn.
Lodní doprava měla v Zollikonu vždy velký význam. Až do konce 19. století se přes jezero přepravovala většina zboží a osob, například zboží do města nebo do Graubündenu a na Gotthard či poutě do Einsiedelnu. Zollikon měl obecní loď, kterou obsluhoval zaměstnaný kapitán a která převážela zboží a lidi do Curychu, zejména v tržní dny. S nástupem silniční a železniční dopravy ztratila vodní cesta na významu. V současnosti jezdí ze Zollikonu několik pravidelných lodních spojů společnosti ZSG denně.

## Osobnosti
- Eugen Bleuler (1857–1939), psychiatr
- Ivan Iljin (1883–1954), filozof
- Lucia Moholyová (1894–1989), fotografka
- Friedrich Born (1903–1963), obchodník a diplomat
- Medard Boss (1903–1990), psychiatr a psychoterapeut
- Lys Assia (1924–2018), zpěvačka
- Adolf Muschg (* 1934), spisovatel
- Edita Gruberová (1946–2021), operní pěvkyně